# Felice Mignone
Felice Mignone (Alessandria, 22 novembre 1881 – 1964) è stato un politico e avvocato italiano.

## Biografia
Di professione avvocato, iscritto alla Democrazia Cristiana, fu il primo sindaco di Viterbo eletto democraticamente dopo le elezioni del 1946. Riconfermato per un secondo mandato nel 1951, è ricordato principalmente come il sindaco della ricostruzione della città, devastata al termine della seconda guerra mondiale.